# Большое Кукушкино
 Большое Кукушкино  — опустевшая деревня в Селижаровском муниципальном округе Тверской области.

## География
Находится в западной части Тверской области на расстоянии приблизительно 25 км на юго-запад по прямой от административного центра округа поселка Селижарово.

## История
Деревня была показана (тогда Какушкина) ещё на карте 1825 года. В 1859 году здесь (деревня Старое Кукушкино Осташковского уезда Тверской губернии) было учтено 4 двора, в 1939 — 24. До 2020 года входила в состав Дмитровского сельского поселения Селижаровского района до их упразднения.

## Население
Численность населения: 35 человек (1859 год), 3 (русские 100 %) в 2002 году, 1 в 2010.